# Tubarão-gato-do-coral
O tubarão-gato-do-coral (Atelomycterus marmoratus) é uma espécie de tubarão-gato da família Atelomycteridae [en]. Comum em recifes de coral rasos no Indo-Pacífico ocidental, do Paquistão à Nova Guiné, atinge até 70 cm de comprimento. Possui corpo extremamente esguio, cabeça e cauda curtas, e duas barbatanas dorsais inclinadas para trás. É identificado pelas numerosas manchas pretas e brancas no dorso, laterais e barbatanas, que frequentemente se fundem em barras horizontais. Machos adultos têm clásperes distintamente longos e finos.
Reservado e inativo durante o dia, o tubarão-gato-do-coral torna-se ativo durante o crepúsculo e à noite, forrageando ativamente por pequenos invertebrados bentônicos e peixes ósseos. Sua forma esguia permite acessar espaços estreitos no recife. É ovíparo; as fêmeas depositam bolsas de sereia, duas de cada vez, no fundo, e os filhotes eclodem após 4–6 meses. Este tubarão inofensivo adapta-se bem ao cativeiro e já se reproduziu em aquários, sendo considerado ideal para aquaristas privados. É capturado como fauna acompanhante em pescarias de recife, com valor comercial mínimo. A intensificação da pesca e a destruição do habitat em sua distribuição levantam preocupações sobre sua população, levando à classificação de quase ameaçado pela União Internacional para a Conservação da Natureza (IUCN).

## Taxonomia

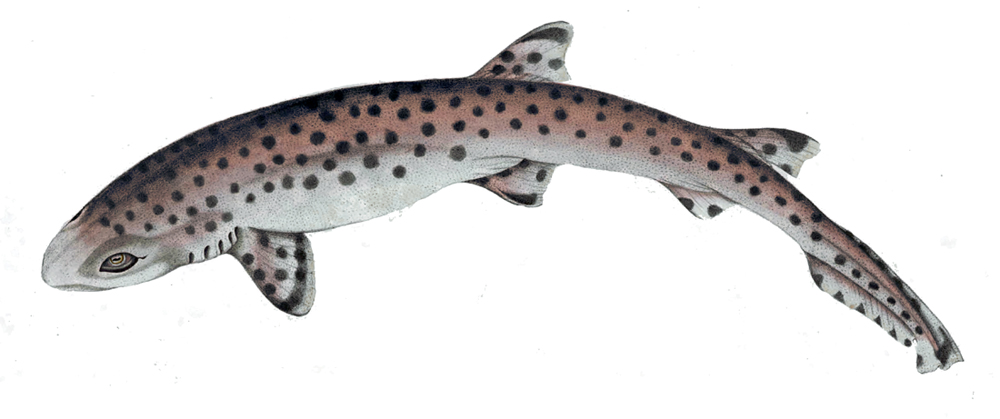
Ilustração antiga de um tubarão-gato-do-coral em Illustrations of Indian Zoology (1832).

O tubarão-gato-do-coral foi descrito pela primeira vez por um autor anônimo, geralmente atribuído ao zoólogo inglês Edward Turner Bennett [en], em 1830, no Memoir of the Life and Public Services of Sir Thomas Stamford Raffles. Seu nome original era Scyllium marmoratum, do latim marmoratus, que significa "marmoreado". Assim, outro nome comum para a espécie é tubarão-gato-marmoreado. Em 1913, Samuel Garman classificou-o no novo gênero Atelomycterus [en]. O espécime-tipo, capturado ao largo de Sumatra, acredita-se estar perdido.

## Descrição

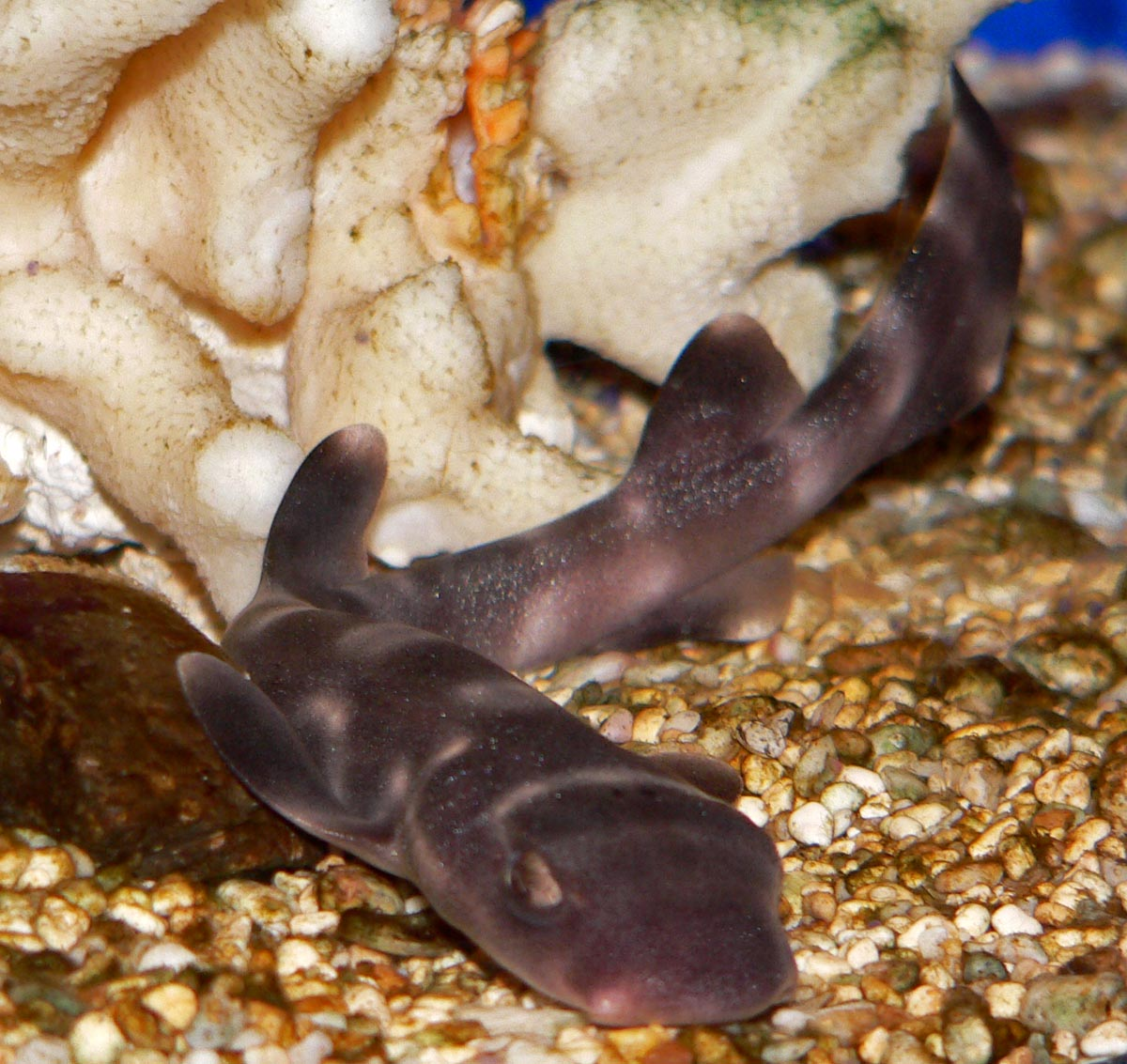
Traços característicos do tubarão-gato-do-coral incluem seu corpo muito fino e padrão de manchas escuras e claras.

O tubarão-gato-do-coral possui um corpo cilíndrico, firme e extremamente esguio, com uma cabeça estreita e curta. O focinho é curto, ligeiramente achatado e com ponta arredondada. Os olhos são ovais horizontais, protegidos por membrana nictitante rudimentar; atrás deles, há espiráculos de tamanho moderado. As narinas grandes são quase completamente cobertas por abas de pele largas e triangulares nas margens anteriores, deixando pequenas aberturas de entrada e saída. As abas nasais alcançam a boca, ocultando sulcos largos que conectam as aberturas de saída à boca. A boca longa e angular apresenta sulcos muito longos nos cantos, estendendo-se pelas mandíbulas superior e inferior. Os dentes pequenos têm uma cúspide central estreita, flanqueada por 1–2 cúspides menores de cada lado. Há cinco pares de fendas branquiais.
As barbatanas peitorais são relativamente grandes. A primeira barbatana dorsal é inclinada para trás e origina-se sobre a parte posterior das bases das barbatanas pélvicas; a segunda barbatana dorsal, de formato semelhante, é ligeiramente menor que a primeira e origina-se sobre o primeiro quarto da base da barbatana anal. Machos adultos possuem clásperes finos e afilados que se estendem por cerca de dois terços da distância entre as barbatanas pélvicas e anais. A barbatana anal é muito menor que as dorsais. A barbatana caudal é relativamente curta e larga, com um lobo inferior indistinto e uma incisura ventral perto da ponta do lobo superior. A pele é espessa e coberta por dentículos dérmicos bem calcificados. Com coloração extremamente variável, o tubarão-gato-do-coral não apresenta faixas proeminentes, mas sim muitas manchas pretas e brancas sobre um fundo acinzentado. Essas manchas frequentemente se unem em traços horizontais, incluindo pontas brancas nas barbatanas dorsais e uma faixa branca através das fendas branquiais. A face ventral é branca lisa. Esta espécie cresce até 70 cm de comprimento.

## Distribuição e habitat
O membro mais amplamente distribuído de seu gênero, o tubarão-gato-do-coral é encontrado do Paquistão e Índia ao Sudeste Asiático e Taiwan, incluindo as Filipinas e Nova Guiné. Sua distribuição se estende ao norte até as Ilhas Ryūkyū. Registros iniciais de águas australianas referem-se, na verdade, ao Atelomycterus macleayi [en] e ao Atelomycterus fasciatus [en]. Comum e habitante do fundo do mar, vive em recifes de coral costeiros a profundidades não superiores a 15 metros.

## Biologia e ecologia

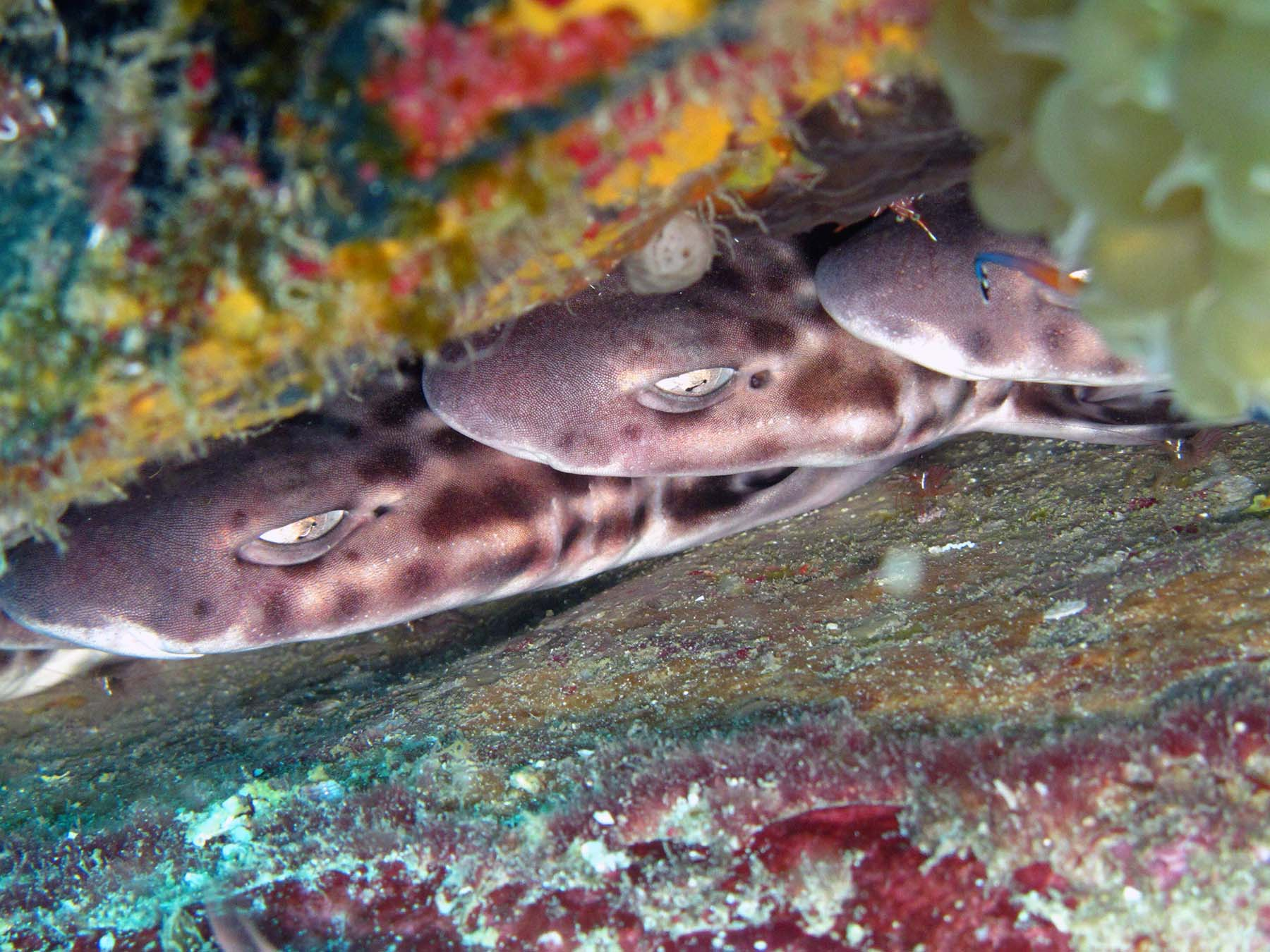
O tubarão-gato-do-coral geralmente é encontrado descansando e escondido durante o dia.

O corpo alongado do tubarão-gato-do-coral permite que ele se mova por espaços estreitos no ambiente do recife, embora não "rasteje" usando as barbatanas peitorais e pélvicas como o tubarão-epaulette (Hemiscyllium ocellatum). É principalmente crepuscular e noturno, com forrageamento ativo começando à tarde e terminando antes do amanhecer. Durante o dia, esconde-se sob abrigos como saliências de recife ou troncos submersos, sozinho ou em grupos. Indivíduos podem retornar ao mesmo esconderijo em dias consecutivos. Alimenta-se de pequenos invertebrados bentônicos e peixes ósseos; espécimes em cativeiro foram observados ficando imóveis e investindo contra presas ao alcance.
O tubarão-gato-do-coral é ovíparo, com fêmeas produzindo dois ovos por vez. Cada ovo é envolto em uma bolsa de sereia, com cerca de 6–8 cm de comprimento e 2 cm de largura, apresentando duas "cinturas" estreitas; uma extremidade da cápsula é quadrada, enquanto a outra possui dois "chifres" curtos que podem terminar em tentáculos curtos. As fêmeas depositam os ovos no fundo do mar, em vez de fixá-los em estruturas verticais. A cápsula é marrom-clara quando recém-posta e escurece com o tempo. Os ovos eclodem em 4–6 meses a 26 °C. Tubarões recém-nascidos medem 10–13 cm de comprimento e apresentam um padrão dorsal contrastante de barras verticais claras e escuras, às vezes com pontos pretos e brancos. Aos 3 meses, crescem 4–5 cm e sua coloração desvanece para corresponder à dos adultos. Machos e fêmeas atingem a maturidade sexual com cerca de 47–62 cm e 49–57 cm, respectivamente.

## Interações com humanos

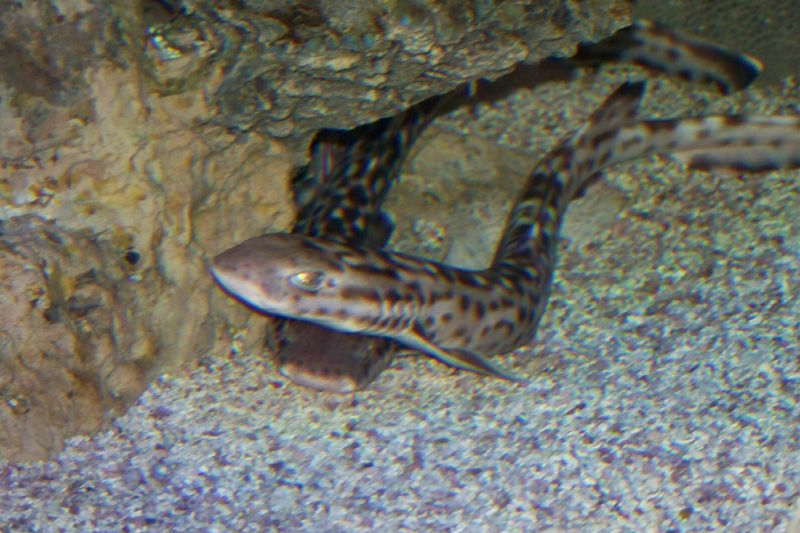
Tubarões-gato-do-coral (Atelomycterus marmoratus) no en.

Comum no comércio de aquários, o tubarão-gato-do-coral é considerado adequado para aquários domésticos maiores devido ao seu tamanho pequeno, resistência e aparência atraente. Requer um tanque de pelo menos 300 cm de comprimento, com esconderijos profundos suficientes. Este tubarão tende a ser mais agressivo que outros tubarões pequenos, frequentemente atacando companheiros de tanque maiores do que pode consumir. Indivíduos em cativeiro já viveram até 20 anos, e a espécie já se reproduziu em aquários.
Pequenos números de tubarões-gato-do-coral são capturados como fauna acompanhante por pescadores de recife artesanais no leste da Indonésia e provavelmente em outros locais; podem ser vendidos para consumo da carne ou processados para farinha de peixe e óleo de fígado de tubarão, mas seu tamanho limita sua importância econômica. A União Internacional para a Conservação da Natureza classificou esta espécie como quase ameaçado, observando que, com mais dados, pode atender aos critérios de vulnerável. É provavelmente ameaçado pela crescente pressão pesqueira em sua distribuição e pela ampla destruição do habitat devido à pesca com dinamite, poluição da água e mineração de coral para uso como material de construção.